# Euhesma lutea
Euhesma lutea är en biart som först beskrevs av Rayment 1934.  Euhesma lutea ingår i släktet Euhesma och familjen korttungebin. Inga underarter finns listade i Catalogue of Life.